# HD 216770
HD 216770は、みなみのうお座の方角に約120光年の距離にある8等級の恒星である。黄色のG型主系列星で、太陽よりも若干暗く冷たい。
| 太陽 | HD 216770 |
| ---- | --------- |
| 太陽 | Exoplanet |

## 惑星系
ジュネーブ系外惑星探索により、2003年に周囲を公転する惑星の存在が発表された。
| 名称 （恒星に近い順） | 質量     | 軌道長半径 （天文単位） | 公転周期 (日) | 軌道離心率  | 軌道傾斜角 | 半径 |
| --------------------- | -------- | ----------------------- | ------------- | ----------- | ---------- | ---- |
| b                     | >0.65 MJ | 0.46                    | 118.45 ± 0.55 | 0.37 ± 0.06 | —          | —    |

## 名称
2019年、世界中の全ての国または地域に1つの系外惑星系を命名する機会を提供する「IAU100 Name ExoWorldsプロジェクト」において、HD 216770系はカンボジアに割り当てられる惑星系となった。このプロジェクトは、「国際天文学連合100周年事業」の一環として計画されたイベントの1つで、カンボジア国内での選考と国際天文学連合 (IAU) への提案を経て、2019年12月に最終結果が発表される予定である。